# Zofia Poznańska
Zofia Poznańska genannt Zosia  (* 1906 in Łódź, Russisch Polen, Russisches Kaiserreich; † 29. September 1942 im Brüsseler Gefängnis Saint-Gilles, Belgien) war eine polnisch-jüdische Résistance-Kämpferin der Roten Kapelle.

## Leben
Aufgewachsen ist Poznanska in Kalisz. Dort schloss sie sich einer Gruppe der sozialistisch-zionistischen Jugendbewegung Hashomer Hatzair an, die von Fiszek Kempiński, dem Vater von Yehudit Kafri, gegründet worden war.
Nach ihrer Auswanderung nach Palästina gehörte sie zu den Pionieren, die den Kibbuz Mischmar haEmek in Nordisrael am Westrand der Jesreelebene gründeten. Dort lernte sie Leopold Trepper kennen, mit dem zusammen sie sich der Palästinensischen Kommunistischen Partei anschloss.
Später zog sie nach Brüssel in die Rue des Atrébates 101, wo sie in der Nacht vom 12. zum 13. Dezember 1941 verhaftet wurde. Damit begann die Verhaftungswelle gegen die später Rote Kapelle genannten Widerstandsgruppen der Résistance und des Deutschen Widerstands. Im Gefängnis wurde sie von der Gestapo gefoltert und beging Suizid, ohne über den zur Chiffrierung der Funksprüche verwendeten Code auszusagen.
Die Wohnung, die sie zusammen mit Rita Arnould bewohnte, wurde auch von den Funkern David Kamy, Johann Wenzel und Leon Großvogel genutzt. Von hier aus hatten sie Verbindung zur sowjetischen Botschaft in London. Ihr Deckname in Belgien war Anna Verlinden.

## Ehrungen
Nach dem Tod Treppers wandten sich seine Witwe Ljuba Trepper (geb. לְיוּבָּה בְּרוֹיְדֹא Ljuba Broido, russisch Люба Брауде) und die Söhne Michel und Edgar an die Organisation der Partisanen und Untergrundkämpfer in Israel (אִרְגּוּן הַפַּרְטִיזָנִים וְלוֹחֲמֵי הַמַּחְתֶּרֶת בְּיִשְׂרָאֵל) und baten um Unterstützung bei der Einrichtung einer Gedenkstätte für die Kämpfer der Roten Kapelle. Treibende Kraft hinter der Einrichtung dieser Stätte war schließlich Alexander ‘Olek’ Poznański (אלכסנדר אולק פוזננסקי), älterer Bruder Poznańskas, der beim Jüdischen Nationalfonds (JNF-KKL) arbeitete. Im Tal des Nachal Nachschon, wo es sich westlich der Talenge Schaʿar haGai weitet, ließ der JNF-KKL die Gedenkstätte für die Rote Kapelle errichten, die er im Juni 1983 feierlich einweihte. Stelen mit Namen und Lebensdaten erinnern an Mitglieder der Roten Kapelle, wie Poznańska.
Am 13. Dezember 2006 gab es in der Gedenkstätte Fort Breendonk eine Ehrung der hingerichteten Mitglieder der Roten Kapelle durch den russischen Botschafter Vadim B. Lukov, bei der auch Sophia Poznanska geehrt wurde.